# Marga López
Marga López, pseudonimo di Catalina Margarita López Ramos (San Miguel de Tucumán, 21 giugno 1924 – Città del Messico, 4 luglio 2005), è stata un'attrice argentina naturalizzata messicana.

## Biografia
Nata in Argentina forma con i suoi 6 fratelli e sorelle un gruppo chiamato "los hermanitos López" con i quali gira l'America Latina.
Durante una tournée in Messico conosce il produttore Carlos Amador che sposa nel 1941, grazie al matrimonio acquisisce la nazionalità messicana e inizia la sua carriera cinematografica proprio in quel paese.
Nell'arco della sua lunga carriera interpreta circa una ottantina di pellicole molte delle quali realizzate nel periodo denominato "epoca d'oro del cinema messicano", ha anche modo di partecipare a diverse telenovelas per la televisione messicana.
Viene premiata 4 volte con il Premio Ariel, il maggior riconoscimento cinematografico messicano. Come miglior attrice non protagonista nel 1948 per il film Figlia mia e poi due volte come migliore attrice, nel 1950 con Salón México e nel 1955 con "La entrega". 
Nel 1993 le viene poi conferito il premio alla carriera.
Muore nel 2005 a seguito di problemi cardiaci.

## Filmografia parziale

### Cinema
- El hijo desobediente, regia di Humberto Gómez Landero (1945)
- Los tres Garcia regia di Ismael Rodríguez (1946)
- Vuelven los Garcia regia di Ismael Rodríguez Ruelas (1946)
- Figlia mia (Soledad), regia di Miguel Zacarías (1947)
- Salón México regia di Emilio Fernandez (1948)
- Mezzanotte (Medianoche), regia di Tito Davison (1949)
- Muchachas de uniforme, regia di Alfredo B. Crevenna (1951)
- La mujer sin lágrimas, regia di Alfredo B. Crevenna (1951)
- La mentira regia di Juan J. Ortega (1952)
- La entrega regia di Julián Soler (1954)
- Nazarín, regia di Luis Buñuel (1959)
- El hombre de la isla regia di Vicente Escrivà (1959)
- Mi madre es culpable regia di Julián Soler (1960)
- Tiempo de morir, regia di Arturo Ripstein (1966)
- Hasta il viento tiene miedo regia di Carlos Enrique Taboada (1968)
- Corona de lagrimas regia di Alejandro Galindo (1968)
- El librdo de piedra regia di Carlos Enrique Taboada (1969)
- Doña Macabra regia di Roberto Gavaldòn (1972)